# Сандстон (город, Миннесота)
Сандстон (англ. Sandstone) — город в округе Пайн, штат Миннесота, США. На площади 14,1 км² (13,7 км² — суша, 0,4 км² — вода), согласно переписи 2002 года, проживают 1549 человек. Плотность населения составляет 112,9 чел./км².
- Телефонный код города — 320
- Почтовый индекс — 55072
- FIPS-код города — 27-58396[1]
- GNIS-идентификатор — 0651181[2]